# Жила людина
«Жила людина» — радянський художній фільм-драма 1968 року, знятий на кіностудії «Вірменфільм».

## Сюжет
Старий сільський лікар Рубен Азарян їде оперувати хвору дитину, хоча відчуває себе погано. Можливо, це остання операція в його житті. І тому згадується йому юність, інститут, закохана в нього студентка Маро, війна, фронт і перша любов — медсестра Світлана, яка загинула під час нальоту на їх госпіталь. Потім одруження на Маро, важка робота сільським лікарем. Одного разу він відмовляє зробити аборт одній вдові. Від ганьби вдова кінчає життя самогубством. Її смерть досі мучить Азаряна. Але згадуються і сотні врятованих ним людей, а значить життя прожите не дарма…

## У ролях
- Армен Джигарханян — хірург Рубен
- Земфіра Цахілова — Маро
- Валентина Єгоренкова — Світлана
- Галина Ткаченко — дружина хірурга Рубена
- Овак Галоян — епізод
- Гурген Тонунц — епізод
- Ашот Нерсесян — епізод
- Микола Гриценко — епізод
- Зінаїда Славіна — епізод
- Верджалуйс Міріджанян — епізод
- Юрій Авшаров — епізод
- Микола Дупак — епізод
- Сос Саркісян — Мурад
- Орі Буніатян — епізод
- Фелікс Єгіазарян — епізод

## Знімальна група
- Режисер — Юрій Єрзинкян
- Сценаристи — Гурген Аракелян, Олександр Араксманян
- Оператор — Артем Джалалян
- Композитор — Едгар Оганесян
- Художник — Олександр Шакарян